# Khem Son
Khem Son (nascido em 1941) é um ex-ciclista olímpico cambojano. Representou sua nação nos Jogos Olímpicos de Verão de 1964, nos 100 km contrarrelógio por equipes e na perseguição por equipes.